# Hans Caldaras
Hans Caldaras, folkbokförd Hans Dhamo Romano Kaldaras-Columber, född 22 januari 1948 i Brännkyrka församling i Stockholm, är  en svensk sångare, kompositör, textförfattare och debattör.

## Biografi
Vid 10 års ålder fick Caldaras tillgång till regelrätt skolgång. Ett par år senare fick familjen en fast men omodern bostad i Stockholm. Caldaras insåg tidigt betydelsen av att använda sång och musik som ett redskap för att belysa romernas historia och kultur men också för att motverka fördomar, förtryck, diskriminering, Utanförskap och rasism. Under sitt vuxna liv har han fört ut sitt budskap i de mänskliga rättigheternas anda genom konserter, media och inför skolklasser, på arbetsplatser, för studieförbund, församlingar, myndigheter och i internationella sammanhang.

## Karriär
Efter sångdebuten på grammofonskiva och i TV 1967 har Caldaras framträtt i ett stort antal TV- och radioprogram och framfört mängder av konserter i Sverige och utomlands. Han har även medverkat i musikal- och teatersammanhang. År 1973 gav han ut den första LP:n i Sverige med romsk musik, på språket romani chib, och han har gett ut ett antal LP- och CD-skivor. 
År 1978 skrev han musiken till TV-serien Katitzi. Samverkade med sin släkting författaren Katarina Taikon i hennes kamp för romernas rättigheter från slutet på 1960-talet fram tills hon insjuknade i början av 1980-talet. Caldaras har därefter fortsatt med sitt starka engagemang för i mänskliga rättigheter.
Åren 1987–2005 var han ansluten till Stockholms läns landstings "Kultur i vården". År 2002 gav Caldaras ut sin självbiografi I betraktarens ögon. Mellan åren 2003 och 2005 var han projektledare för Romskt kulturcentrum i Stockholm, och från 2007 till 2011 föreståndare och kulturansvarig på centret. I mitten på 2000-talet ingick han i det Romska rådet. Åren 2006–2009 satt Hans Caldaras i regeringens delegation för romska frågor. År 2012 blev han, tillsammans med romska kulturarbetare och aktivister från olika delar av Europa, invald i organisationen The Romani Elders. Samma år, den 2 juni, deltog han i en manifestation i Berlin för att övertyga politiker i Tyskland att resa ett minnesmonument över alla romer och sinti som föll offer för förintelsen under Adolf Hitlers herravälde. Aktionen ledde till att den tyska förbundskanslern Angela Merkel och den tyske presidenten Joachim Gauck fem månader senare reste ett monument vid Tiergarten i Berlin. Dessutom var han under året delaktig i regeringen Reinfeldt Vitbok som dokumenterade svenska maktapparatens strukturella diskriminering av romer och resande-romer under 1900-talet. År 2013 var han tillsammans med Thomas Hammarberg och den tidigare svenske ambassadören i Rumänien Mats Åberg, initiativtagare till Nätverket för utsatta EU-medborgare. Åren 2014–2015 var Caldaras projektanställd på Forum för levande historia som pedagog och föreläsare i samband med utställningen Vi är romer. Mellan 2014 och 2016 var han utvald som referens i regeringens kommission mot antiziganism.
Tillsammans med ett 10-tal romska aktivister från Sverige var Caldaras inbjuden av påven Franciskus till Vatikanen den 26 oktober 2015 för en manifestation mot antiziganismen i Europa och i andra delar av världen. 2021 blev invald som styrelseledamot för ett treårigt mandat i Läkare i världen.

## Priser och utmärkelser
- 1966 - Stockholm Stads kulturpris ur Hans Karlssons minnesfond.
- 2016 - Katarina Taikon-priset.
- 2023 - Stipendium ur Stig Larssons Stiftelse.
- 2023 - SKAP, Sveriges Kompositörers och textförfattares pris.
- 2024 - Kungliga Gustav Adolf Akademiens pris.